# Карс
Карс (тур. Kars, арм. Կարս, азерб. Qars, груз. კარი, Кари, курд. قەرس, осман. قارص‎) — город на востоке Турции, административный центр ила (провинции) Карс. С 929 по 961 год — столица Армянского царства Багратуни, с 963 по 1065 год — столица армянского Карсского царства. Расположен на Карсском плоскогорье Армянского нагорья, на реке Карс (правый приток реки Арпачай).

## Название
Название города может происходить от грузинского слова «кари» (груз. კარი, кари), что означает «ворота», согласно другой версии, происходит от армянского слова hars, что означает «невеста». Однако оба объяснения не имеют фактической поддержки.

## История

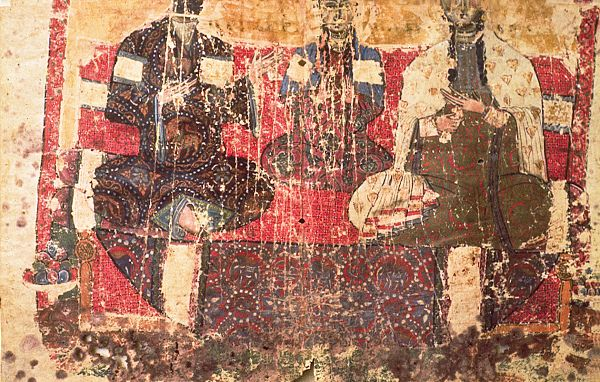
Гагик Карсский с семьёй, миниатюра начала XI века, Иерусалим

Существуют предположения, что Карс был основан в IV веке, однако, устойчивые упоминания о городе встречаются в армянских и византийских летописях начиная с IX века.
Карс имел важное значение в государственной и общественной жизни средневековой Армении, являлся центром провинции Вананд Айраратской области. Город также был крупным центром ремесла, через него также проходили пути международной торговли. В 928—961 гг. являлся столицей Армении, в 961 году армянский царь Ашот III перенёс столицу в Ани. После этого, в X—XI веках Карс остался столицей независимого армянского Ванандского или Карсского царства, которым управляла младшая ветвь армянской царской династии Багратидов.
В 1064 году Карсское царство было присоединено к Византии (часть феми Иберия), а позднее завоевано сельджуками. В 1074 году Григорий Пакуриан ушел с поста главнокомандующего имперскими войсками на востоке и передал земли (Теодосиополь, Олти, Карс, Вананд, Карнипори и часть Тао) царю Грузии Георгию II. Территория была полностью очищена от турецких отрядов до 1075 года. В период сельджукской гегемонии большую часть населения города продолжали составлять армяне.
В 1206 году вместе с частью Северной Армении освобождён армяно-грузинскими войсками и вошёл в состав владений рода Закарян-Мхаргрдзели в пределах Грузинского царства. В 1278 году Карс было передано во владение главного визиря Грузии (атабаг) Садуна. После его смерти в 1281 году они остались у его наследника до конца 1290-х годов. В конце XIII века (между 1295 и 1298 годами) Карс был присоединён к Самцхе-Саатабаго. В то время в регионе существовала Карсская епархия Грузинской Православной Церкви.
В 1386 году Тамерлан вторгся в Армению захватив в том числе Карс. В 1514 году захвачен Османской империей, превратившей его в опорный пункт для распространения своего влияния на Закавказье.

### XIX век
Во время русско-турецких войн XIX века крепость Карс стала одним из главных объектов борьбы на Кавказском театре военных действий.

#### Русско-турецкая война (1806—1812)
В 1807 году русские войска под командованием генерала Несветаева, преследуя турок, вышли к Карсу и начали штурм, но вскоре было получено категорическое предписание графа Гудовича «не предпринимать экспедиции на самую крепость, ежели не уверен будет о сдаче, дабы при решительном деле, каков есть штурм, не потерпеть большой потери в людях». Несветаев решил не рисковать и отвёл войска к селу Палдыран, а затем к Гюмри.

#### Русско-турецкая война (1828—1829)
В 1828 году город был взят штурмом русскими войсками во время русско-турецкой войны 1828—1829 годов. Возвращён Турции по Адрианопольскому договору (1829).
12—13 июня 1829 года город посетил А. С. Пушкин, направляясь в Эрзурум.

#### Крымская война
В 1855 году, во время Крымской войны, турецкий городской гарнизон под командованием Измаил-паши отбил атаки русских войск, но после 198-дневной осады капитулировал из-за голода 16 (28) ноября.
По итогам Крымской войны при подписании мирного договора город возвращён Турции.

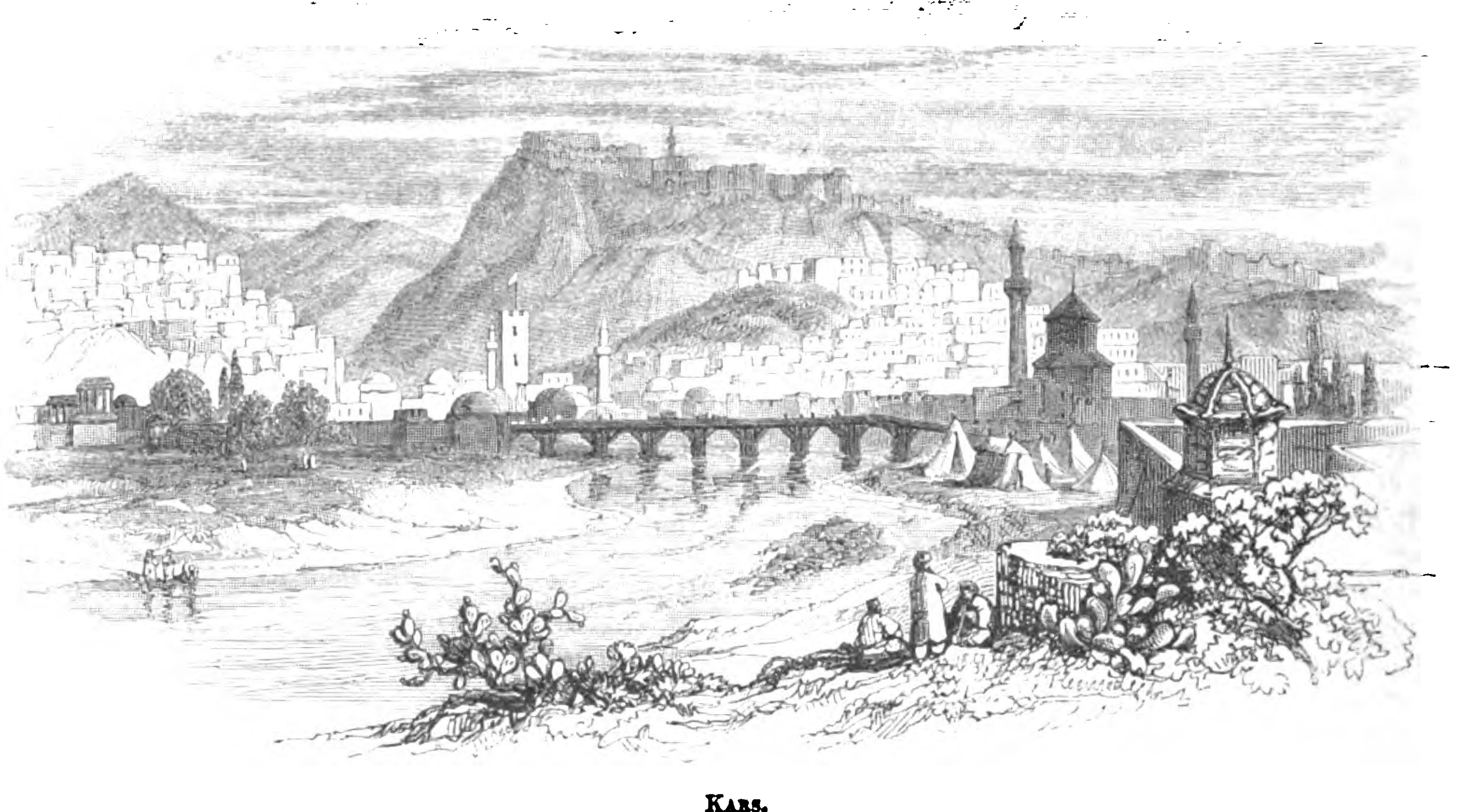
Крепость Карс в 1850-х годах, Османская империя

#### Вхождение в Российскую империю
В ноябре 1877 года Карс был взят русскими войсками в результате стремительного штурма и по Сан-Стефанскому мирному договору 1878 года отошёл к России.
В 1878—1917 годах Карс — центр Карсской области Российской империи. Окрестности города активно заселяли русские переселенцы — в частности, молокане.

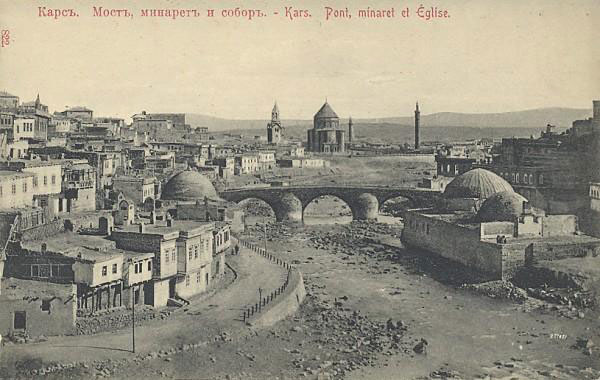
Карс в 1880-1890е гг.
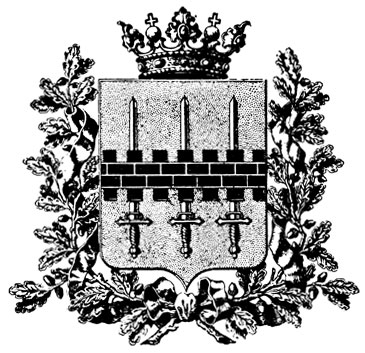
Российская Империя. Герб Карса (с 1881 г.)

### XX век
По Брестскому договору 1918 года отошёл Турции вместе с округами Батум и Ардаган.
После поражения в Первой мировой войне турки оставили Карс, и в город вступили английские войска. В мае Карс был передан Республике Армения, и значительное число армян возвратилось в свой родной город.
В 1920 году Карс был занят турецкими войсками. Под давлением Советской России правительство Армении было вынуждено в 1921 году подписать Карсский договор, по которому город вошёл в состав Турции.
30 мая 1953 года СССР отказался от территориальных претензий к Турции, в частности, на город Карс (см. Территориальные претензии СССР к Турции).
29 октября 1962 года, на параде во время празднования Дня Республики, танк «Шерман» турецкой армии потерял управление и переехал группу марширующих школьников. Трагедия унесла жизни 6 детей, ещё 12 детей и 1 учитель получили тяжёлые увечья.

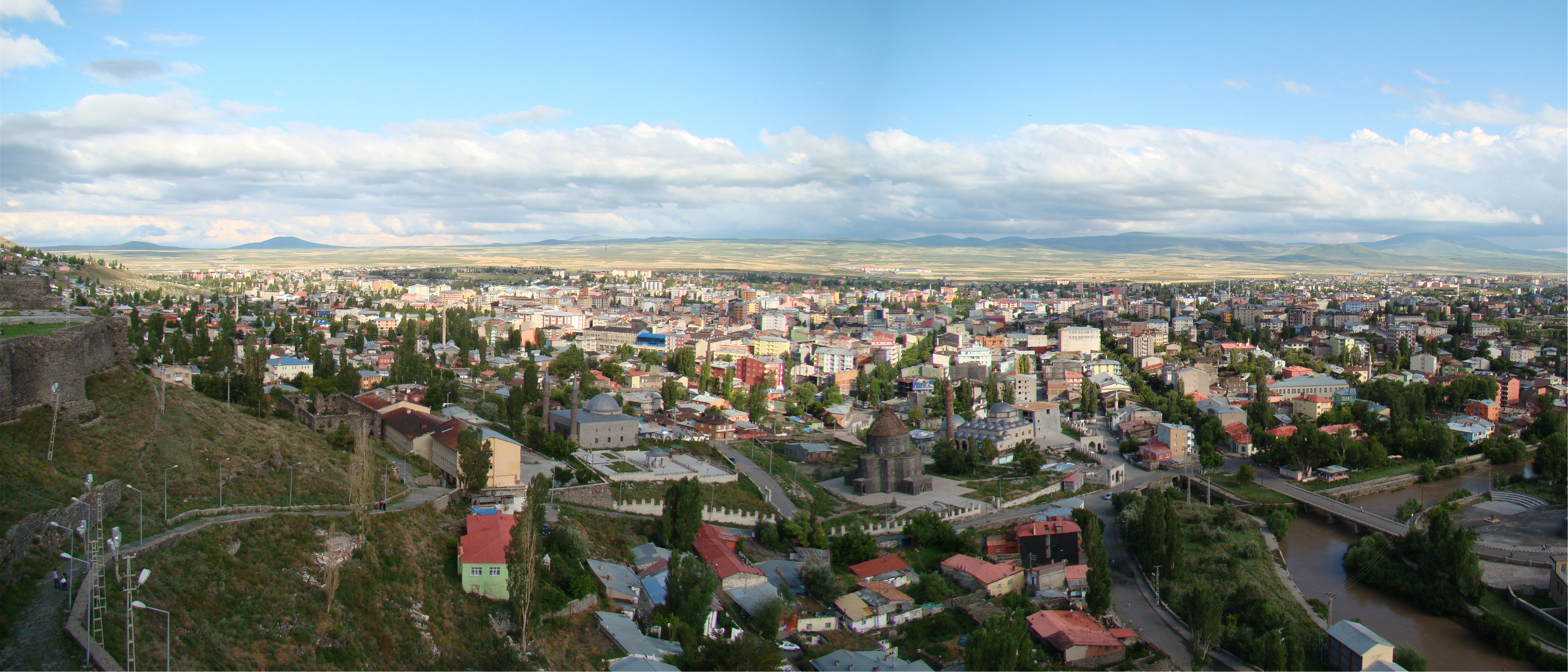
Вид на город с холма

## Климат
Расположенный на высоте 1760 метров, Карс имеет горный климат с чертами континентального. Карс является одним из наиболее холодных городов Турции. Зима суровая, хотя относительно малоснежная, лето короткое, с тёплыми, порой жаркими днями, но всегда холодными ночами. Весна очень длительная, заморозки сохраняются вплоть до конца мая, но возможны даже в июне. Осень наступает рано.

## Университеты
В Карсе расположен Кавказский университет — крупное высшее учебное заведение.

## Консульства
12 апреля 2002 года в Карсе было открыто консульство Азербайджанской Республики. 3 декабря 2008 года состоялось открытие нового здания консульства, в котором приняла участие азербайджанская делегация во главе с заместителем министра иностранных дел Вагифом Садыховым.

## Население

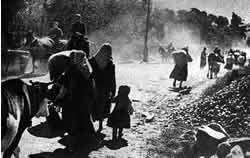
Армяне Карса вынужденно покидают город перешедший под контроль турок город в 1920 году

В административном центре области — городе Карс в начале XIX века армяне составляли 71 % населения, а уже в конце того же столетия — 49,6 % от общего числа жителей.
После русско-турецкой войны 1828−29 годов большая часть армянского населения Карсского пашалыка и самого города общим числом 2 464 семейств (ок. 15 000 человек) переселились на присоединенные к России территории Восточной Армении, при этом жители города Карса числом 600 семейств (ок. 3 600 чел.) поселились в Кумайри (с 1837 года — Александрополь).
В середине XIX века в городе насчитывалось 1174 мусульманских и 600 армянских домов.
В 1886 году население Карса составляло всего 3 939 человек, включая армян — 2 483 (63 %), турок — 841 (21,3 %), греков — 319 (8 %), русских — 247 (6 %).
По результатам первой всеобщей переписи населения Российской империи 1897 года население города насчитывало 20 805 человек, из них, чел.:
- Армяне — 10 305 (49,53 %),
- Русские — 3 483 (16,74 %),
- Украинцы — 1 914 (9,20 %),
- Поляки — 1 084 (5,21 %),
- Турки — 786 (3,78 %),
- Греки — 733 (3,52 %),
- Литовцы — 518 (2,49 %),
- Азербайджанцы[Комм. 1] — 486 (2,34 %),
- Евреи — 424 (2,04 %),
- Грузины — 204 (0,98 %),
- Курды — 95 (0,46 %),
- Эстонцы — 79 (0,38 %),
- Туркмены — 12 (0,06 %),
- Представители других народностей — 679 (3,26 %).

После указа главноначальствующего на Кавказе князя Голицына от 1901 года о переходе в Российское подданство беженцев-армян, спасшихся на территории Российской империи от гамидовской резни, и их принудительной депортации в случае непринятия подданства, российское подданство приняли 10 082 армян-беженцев, поселившихся в Карсе.
Согласно Кавказскому календарю на 1915 г., население Карса к 1914 г. составляло 30 086 человек, из них, чел.:
- армян — 25 252 (24 112 — армяне-григориане и 1 140 — армяне-католики) или > 83 % населения,
- славян (в основном русских, а также украинцев и белорусов): православных из них — 734 (2,4 %), русских-сектантов — 735 (2,4 %),
- турок — 1209 (4 %),
- азиатских христиан (преимущественно несториан-ассирийцев) — 1 781 (6 %),
- шиитов — 260 чел.,
- евреев — 25,
- поляков и немцев — 51,
- курдов — 39[32].

После завоевания турецкими войсками в 1918−20 годах большая часть населения была убита или вынуждена бежать.
В настоящее время 20 % населения города составляют этнические азербайджанцы. Проживают они преимущественно в кварталах (махалля) Енимахалля и Истасйон. Здесь среди азербайджанцев выделяют следующие группы: Молла Мусалылар, Каракилиселилер, Кулубеглилер и Чобанкерелилер. Эти названия отражают названия областей и сёл, откуда они происходят.

## Транспорт
В 1993 году Турция приостановила функционирование железной дороги «Карс — Гюмри — Тбилиси», с целью закрыть границу с Арменией. 
31 октября 2017 года пущена в эксплуатацию железная дорога «Баку — Тбилиси — Карс». По данным министерства транспорта и инфраструктуры Турции на ноябрь 2021 года, с момента ввода в эксплуатацию из логистического центра Карса по данной железной дороге было транспортировано 417 тыс. тонн грузов. 

## Города-побратимы
- Бурса (тур. Bursa), Турция
- Везель (нем. Wesel), Германия
- Гянджа (азерб. Gəncə), Азербайджан
- Киркенес (норв. Kirkenes), Норвегия
- Кутаиси (груз. ქუთაისი), Грузия
- Эдирне (тур. Edirne), Турция
- Мингячевир (азерб. Mingəçevir), Азербайджан[36]

## В культуре
- «Путешествие в Арзрум» (1829) — А. С. Пушкин во 2 главе описывает свое пребывание в городе, где армяне угостили его бараниной с луком.
- «Снег» (2002) — роман Орхана Памука, основным местом действия которого является Карс.
- Страна Наири Егише Чаренца (1924)

## Галерея

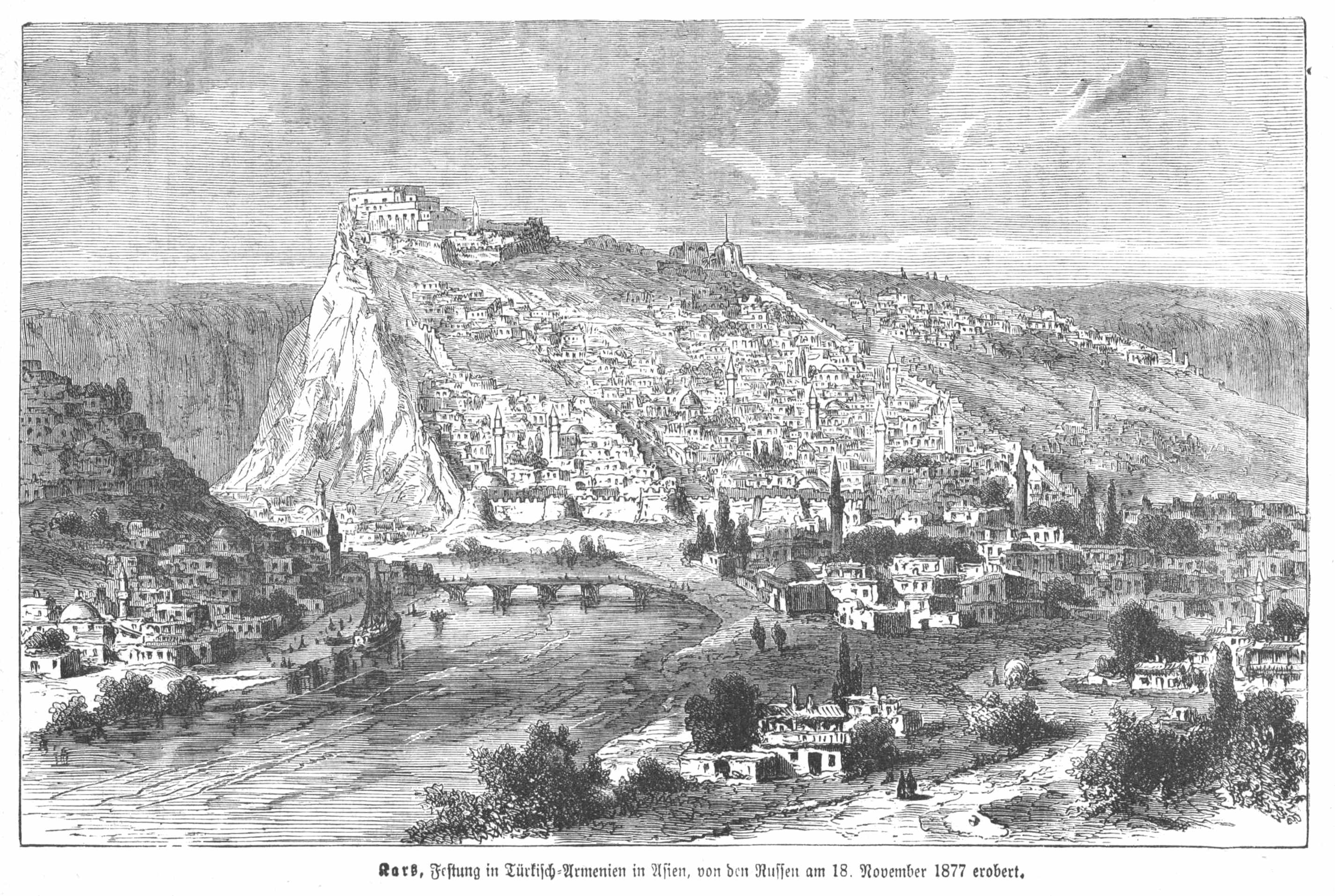
Крепость Карс, 1878 год
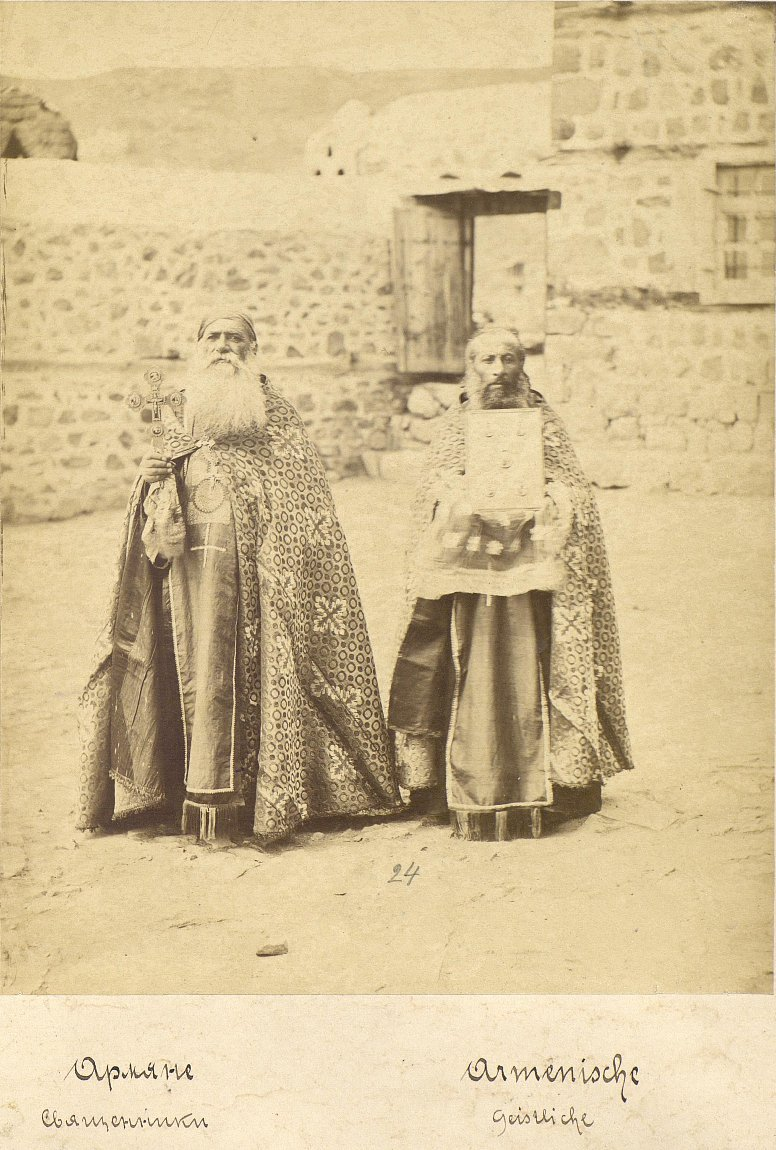
Армянские священослужители
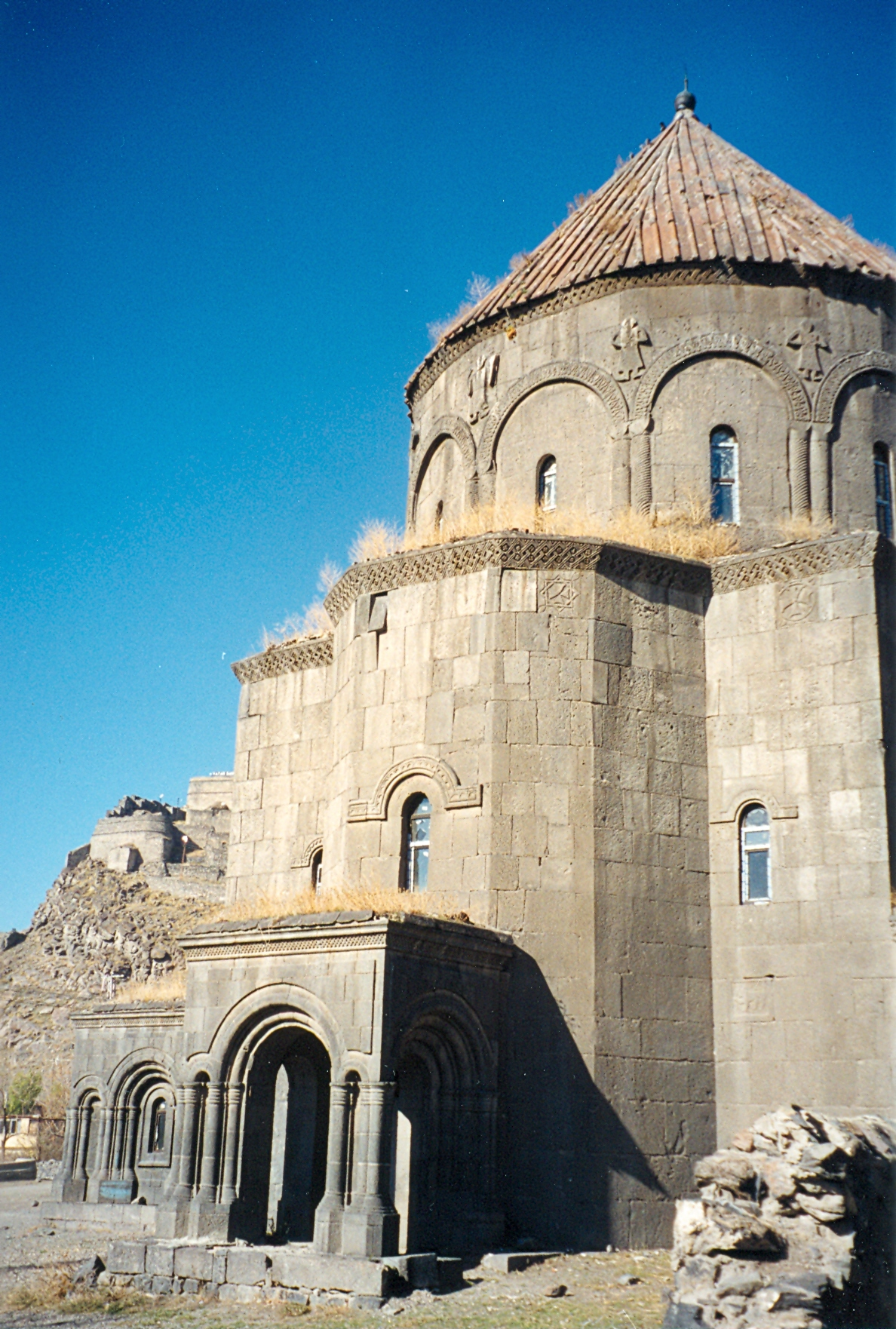
Армянская церковь Святых Апостолов, превращенная в мечеть Кюмбет Джамии с заменой креста на полумесяц
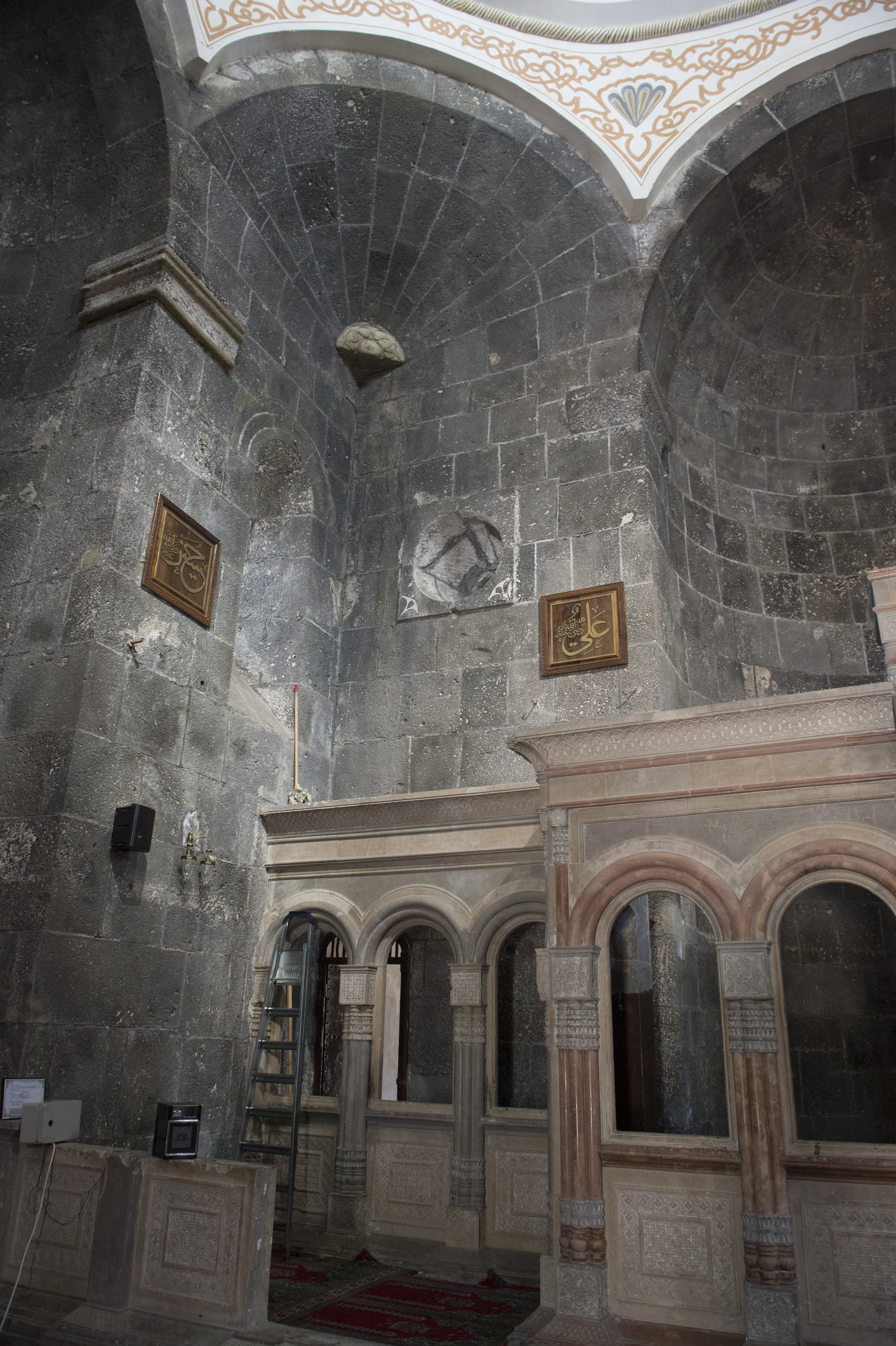
Армянская церковь Святых Апостолов, алтарь
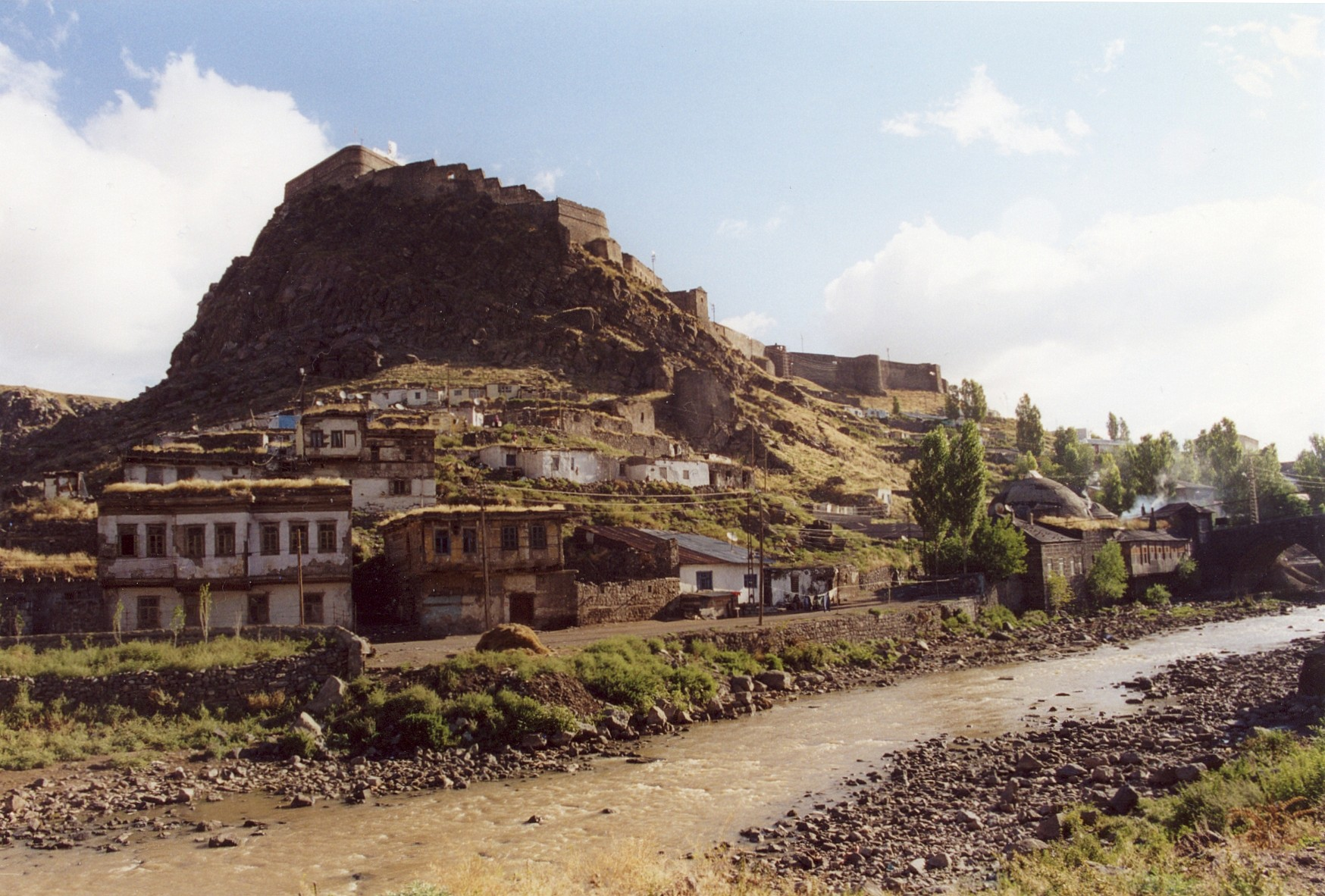
Цитадель в Карсе (старая крепость)
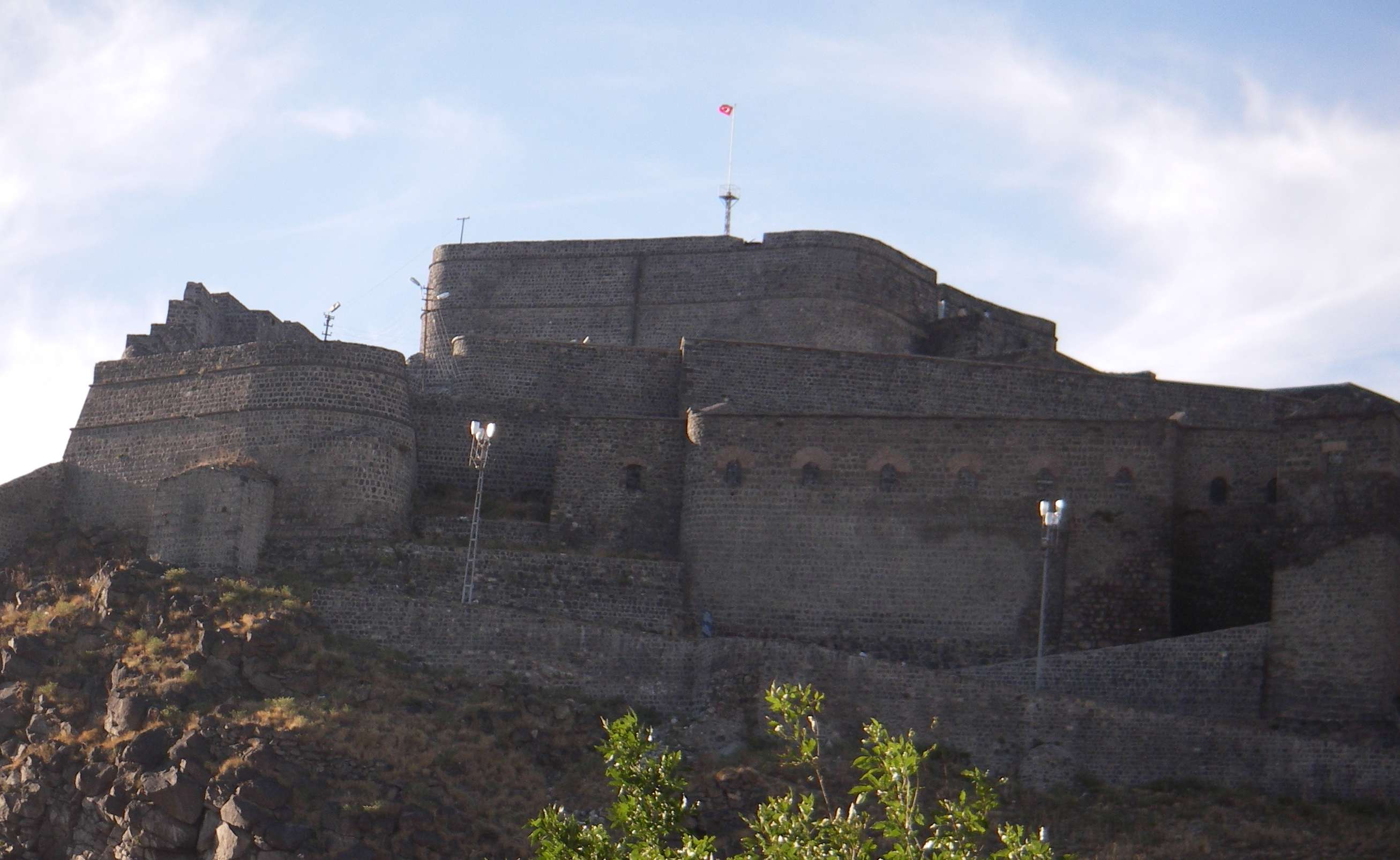
Цитадель в Карсе (старая крепость)
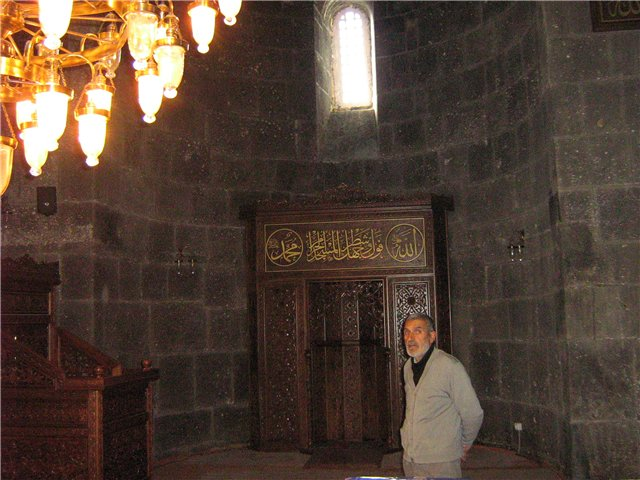
Внутренний вид армянской церкви Святых Апостолов, превращенной турками в мечеть
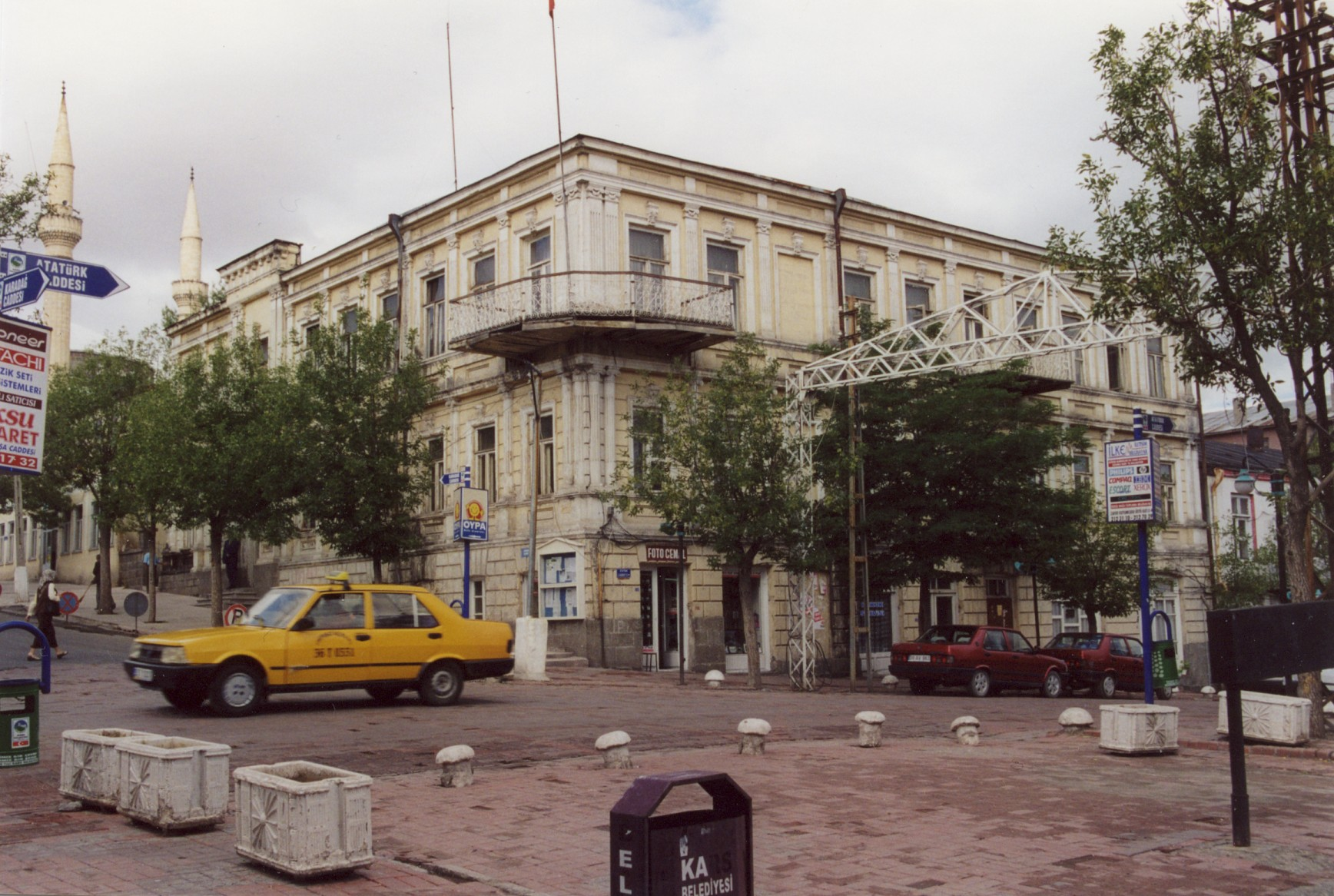
Русские здания в Карсе
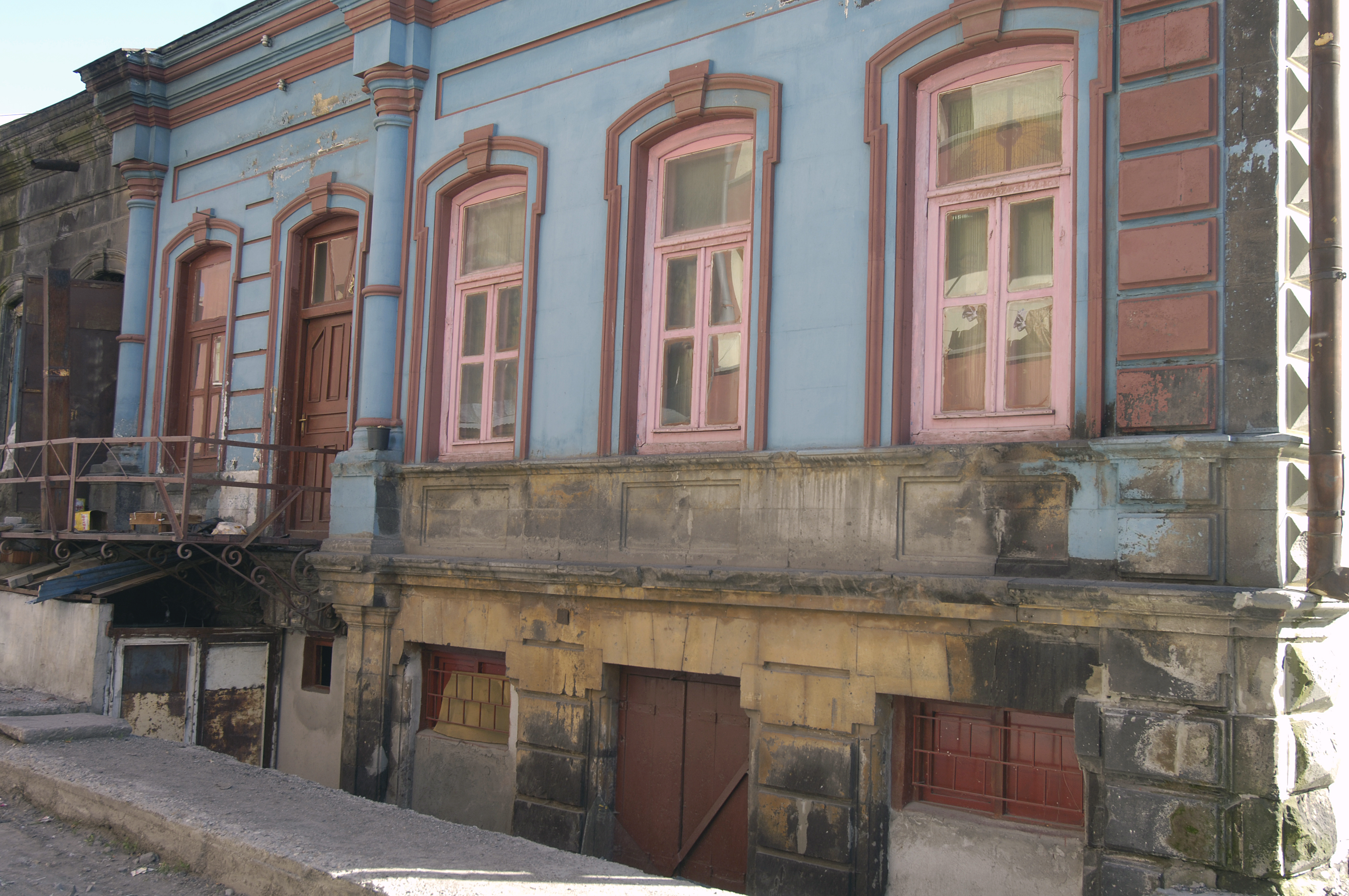
Дом русского периода в Карсе
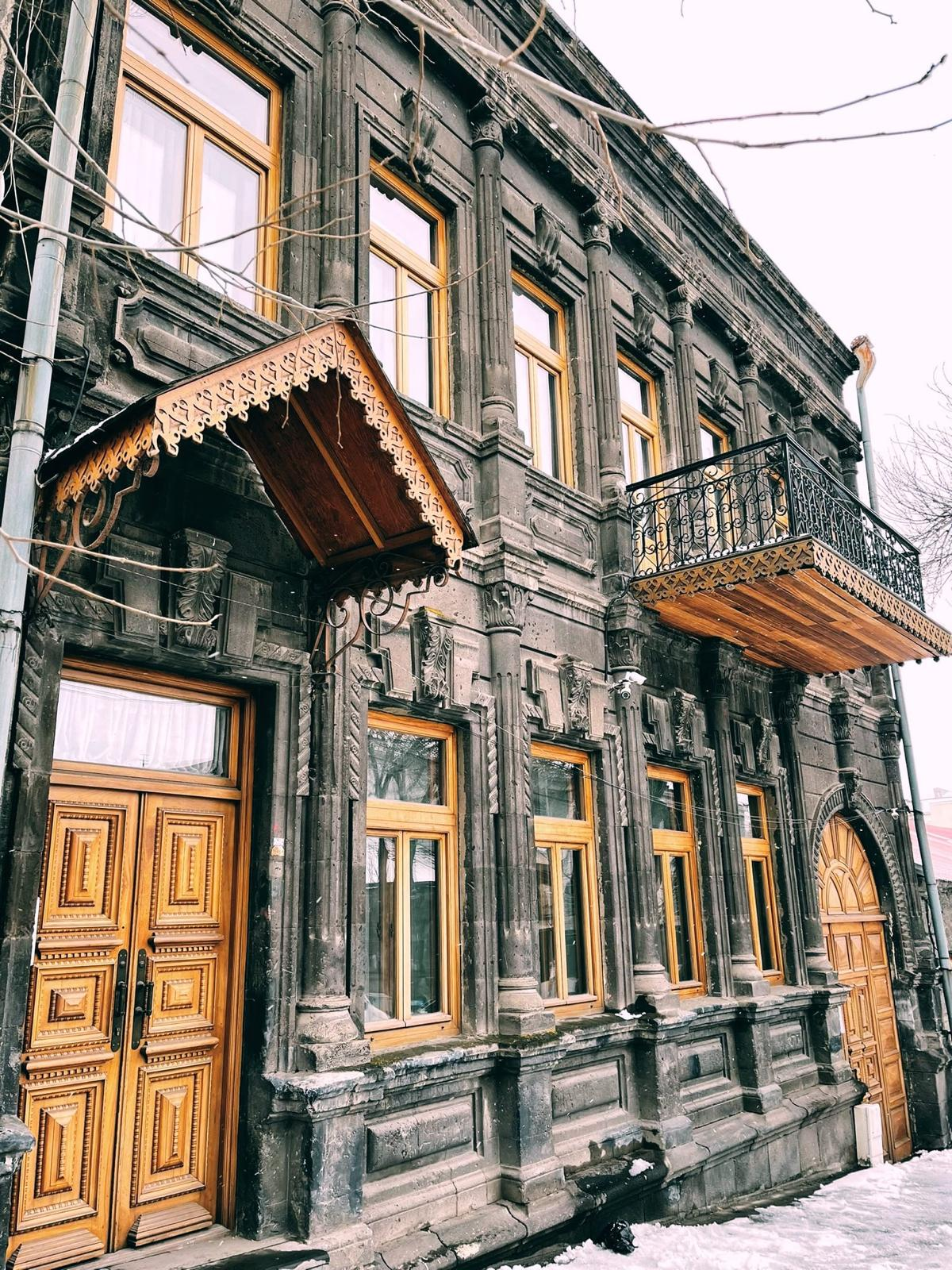
Дом русского периода в Карсе
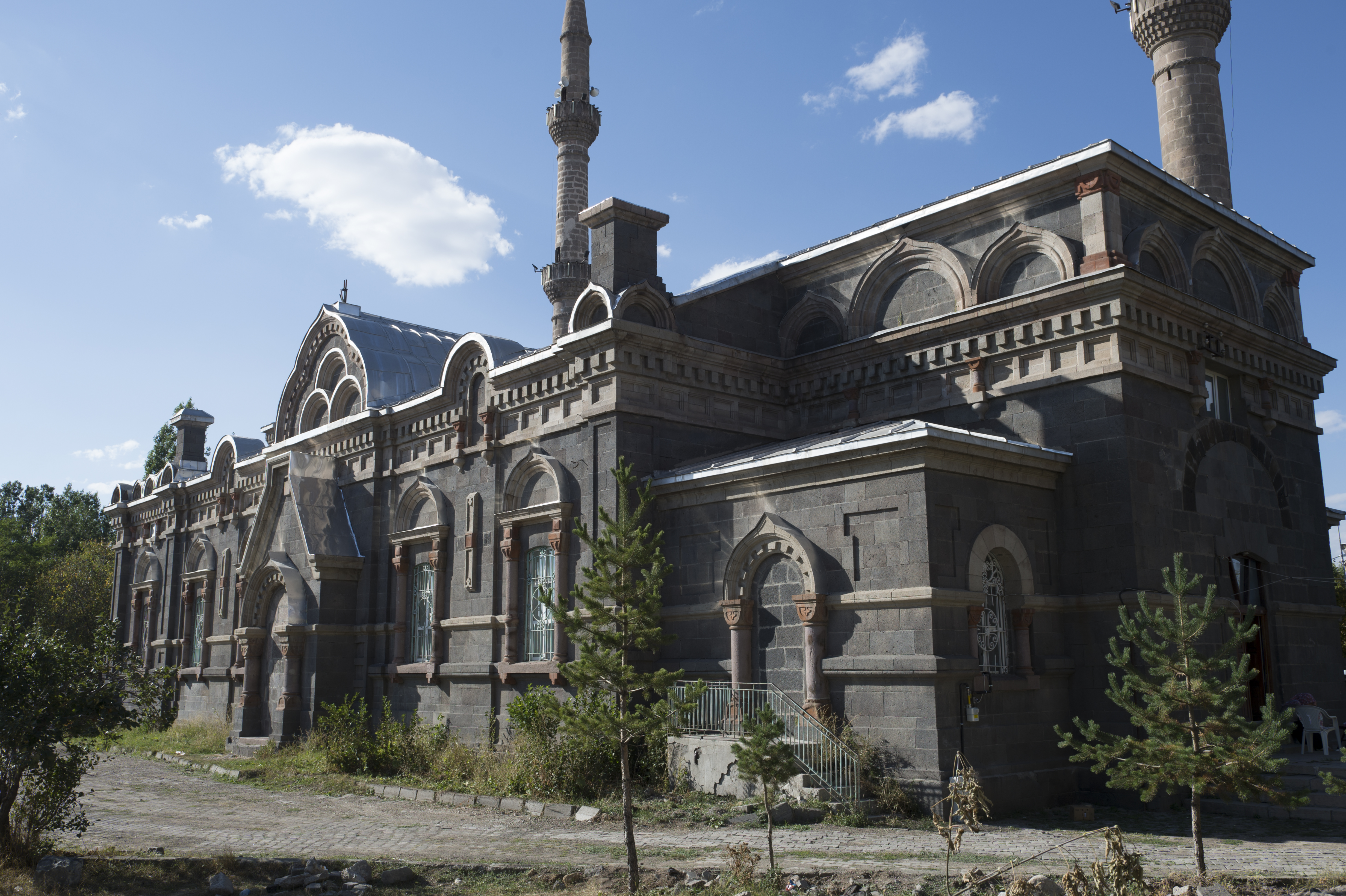
Бывшая русская полковая церковь  Александра Невского[37], перестроенная в мечеть
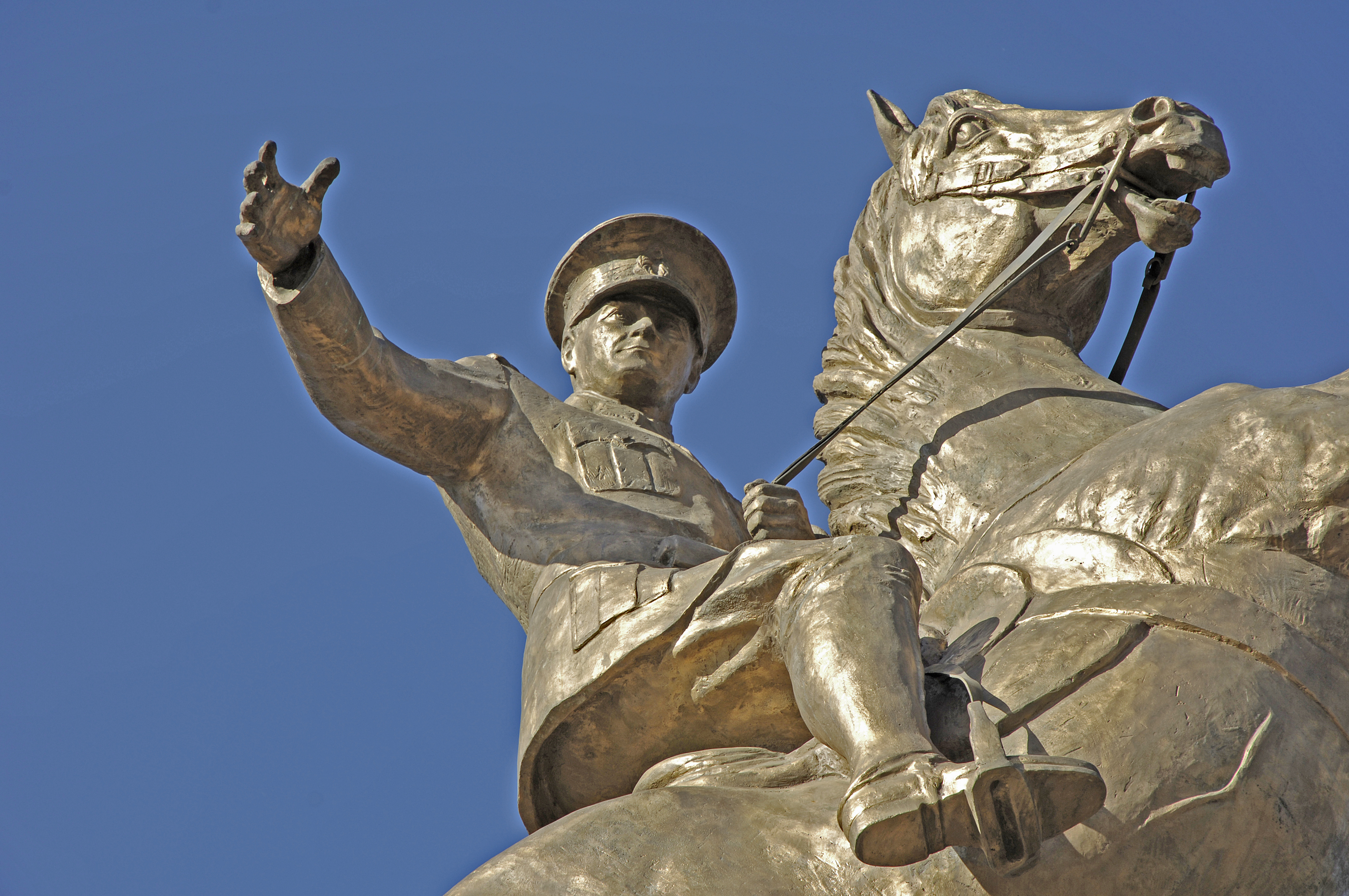
Монумент Ататюрку в Карсе
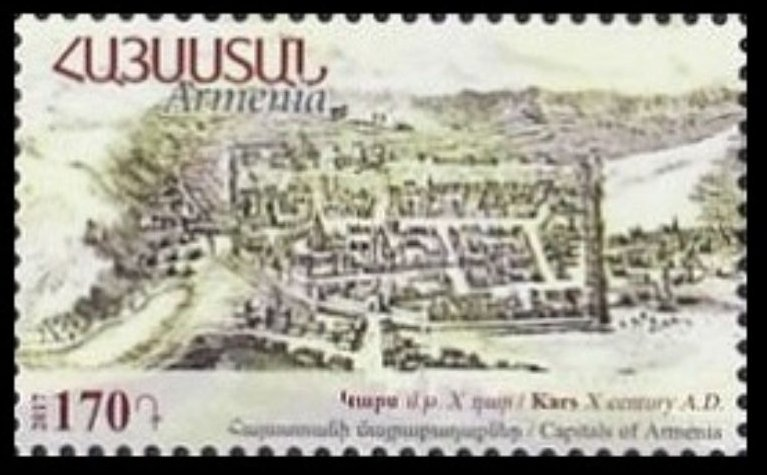
Карс из серии «Древние столицы Армении». Почта Армении, 2017